# Alphonse Karr
Jean-Baptiste Alphonse Karr (Párizs, 1808. november 24. – Saint-Raphaël, 1890. szeptember 20.) francia író és újságíró.

## Pályája
Romantikus költeményekkel lépett föl és 1839-ben a Figaro főszerkesztője lett. 1839-től 1848-ig a Les guêpes című tárca-, bonmmot- és maró anekdotakötetet adta ki (összegyűjtve 1853-57, 7 kötet).
1848-ban megalapította a Le Journalt, 1852-től a Siècle, 1869-től az Opinion nationale című lap számára írt. 1853-ban Nizzába költözött és ott virágkereskedőként élt.
Írt regényeket és filozofikus-szatirikus reflexiókat: Sous les tilleuls (Párizs 1832); Vendredi soir (1835); Le chemin le plus court (1836); Einerley (1838); Histoire de Napoléon (1838); Les paysans illustres (1838); Ce qu'il y a dans une bouteille d'encre (1838); Clo (1839, magyarra fordította Veress Sándor, 2 kötet, Pest 1872); Pour ne pas être treize (1841); Hortense (1842); De midi à quatorze heures (1842); Feu Bressier (1844); Voyage autour de mon jardin (1845); La famille Alain (1848); Fort en thème; Les femmes; Mélanges philosophiques; La Pénélope normande (1858., magyarul A normandi Penelope, fordította Fái Béla, Olcsó könyvtár, 1879); Œuvres complètes d'Alphonse Karr (1860 óta); Roses noires et roses bleues (1865); Les dents du dragon (1869); Les gaietés romaines (1870); La queue d'or (1872); La Promenade des Anglais (1874); Plus ça change (1875); Notes de voyage d'un casanier (1877); Le livre de bord (1879). Az 1870-ben Moniteur universelben ismét Guêpes-ket adott ki, amelyek azonban már nem arattak oly sikert, mint az előbbiek és amelyekben a köztársaságot támadta. Le crédo du jardinier (1875) című művében a katolikus egyház ellen támadt. Jellemzése Echótól (Latkóczy Mihály) és Szanától (A tárcairás gyermekkorából, Sz. A. és Nestor Roqueplan, 1884.). Leánya, Thérèse Karr szintén írónő volt, aki több elbeszélést, regényt írt és fordított.

## Magyarul
- Klotild; ford. Veres Sándor; Légrády, Pest, 1872
- A normandiai Penelope. Regény; ford. Fáy J. Béla; Franklin, Bp., 1880 (Olcsó könyvtár)
- Hajnal után két héttel. Regény; ford. W. A.; Franklin, Bp., 1889 (Olcsó könyvtár)
- Utazás kertem körül; ford. Lányi Viktor; Athenaeum, Bp., 1922 (Híres könyvek)